# Galaxy kaidō
Galaxy kaidō (ギャラクシー街道?), noto anche con il titolo internazionale Galaxy Turnpike, è un film del 2015 scritto e diretto da Kōki Mitani.

## Trama
Nel 2265 la tecnologia terrestre ha raggiunto un livello estremamente elevato, tale da permettere la creazione di numerose colonie nello spazio. Lungo il tragitto che collega la Terra e le colonie è presente un particolare ristorante, in cui lavorano Noa e Noe.

## Distribuzione
In Giappone l'opera è stata distribuita dalla Toho a partire dal 24 ottobre 2015.